# NGC 2434
NGC 2434 (другие обозначения — ESO 59-5, PGC 21325) — эллиптическая галактика (E) в созвездии Летучая Рыба.
Этот объект входит в число перечисленных в оригинальной редакции «Нового общего каталога».
Галактика NGC 2434 входит в состав группы галактик NGC 2442. Помимо NGC 2434 в группу также входят NGC 2442, NGC 2397 и PGC 20690.
Галактика является достаточно круглой, поэтому хорошо подходит для сферического моделирования. В пределах эффективного радиуса примерно половина массы приходится на тёмную материю.